# Joseph Pierre François-Xavier Foullon de Doué
Pour les articles homonymes, voir Foullon.
Pour les autres membres de la famille, voir Famille Foullon.
Ne doit pas être confondu avec Joseph François Foullon ou Joseph Foulon.
Joseph Pierre François-Xavier Foullon de Doué ou Joseph Foullon de Doué, né à Saumur le 31 janvier 1750 et mort au château de Bellefontaine le 14 juillet 1828 est un magistrat et intendant de l'Ancien Régime.
Fils de Joseph François Foullon de Doué, tué au début de la Révolution française le 22 juillet 1789, intendant et brièvement contrôleur général des finances, Joseph Foullon de Doué est intendant de la généralité de Moulins à la fin de l'Ancien Régime.

## Biographie

### Famille
Joseph Pierre François-Xavier Foullon de Doué, est né à Saumur le 31 janvier 1750. Il est le fils de Joseph François Foullon de Doué (1715-1789), tué au début de la Révolution française le 22 juillet 1789, intendant, maître des requêtes, baron de Doué et brièvement contrôleur général des finances en 1789 et de son épouse Isabelle Eugène Joseph Van der Dussen de Kestergat (1717-1786).
Son frère cadet est l'intendant de la Guadeloupe Eugène Joseph Stanislas Foullon d'Escotiers (1753-1835). Un autre frère, Honoré Charles Ignace Foullon (1756-1825), est prêtre du diocèse de Cambrai et conseiller-clerc au Parlement de Paris de 1780 à la Révolution. Leur sœur, Marie Joséphine Foullon (1747-1786), épouse en 1764 Louis Bénigne Bertier de Sauvigny (1737-1789), intendant de Paris, tué avec son beau-père le 22 juillet 1789.
Joseph Foullon de Doué épouse le 6 février 1771, à Bruxelles, Isabelle Jacqueline Joséphine Depestre, née à Bruxelles le 18 octobre 1752 et morte à Paris le 28 avril 1824, fille de Julien-Ghislain Depestre (1725-1774), fournisseur aux armées, marquis de La Tournelle et d'Isabelle Claire Cogels (1727-1788). Ce mariage apporte à Joseph Foullon le marquisat de La Tournelle dans le Morvan,, qui s'étend sur cinq paroisses : Arleuf, Corancy, Chaumard, Château-Chinon et Planchez.

### Carrière
Joseph Foullon porte, comme son père, le titre de baron de Doué. En 1768, il devient avocat du roi au Châtelet.
Il est maître des requêtes de 1775 à la Révolution.
Il commence une carrière d'intendant. Il est d'abord, en août 1787, sous-intendant de Bayonne,, dans la généralité d'Auch puis intendant de la généralité de Moulins du 27 juillet 1788 à la Révolution,,,. En tant qu'intendant de Moulins, il préside l'Assemblée provinciale du Nivernais en 1788.
Au début de la Révolution française, il se retire à Saumur puis émigre, d'abord en Angleterre, puis dans les Pays-Bas autrichiens et finalement en Allemagne. Il réside à Hambourg d'avril 1793 à l'an VIII. Il rentre en France en 1800.
À la Première Restauration, il devient conseiller d'État honoraire, le 5 juillet 1814,.
Joseph Foullon de Doué meurt au château de Bellefontaine le 14 juillet 1828. Il est inhumé au cimetière du Père-Lachaise le 22 juillet 1828, dans la 16e division, 1re ligne en face de la 17e division, 9e rangée en face de la 14e division,.

### Descendance
Joseph Foullon de Doué et Isabelle Jacqueline Joséphine Depestre ont sept enfants :
- Isabelle Joséphine Foullon de Doué, née à Paris le 18 décembre 1771, morte au château de Champigneulles le 20 août 1856 épouse en 1799 François Etienne Marie-Thérèse, comte de Toustain de Viray (1763-1804)[5] ;
- Bénigne Eugène Foullon de Doué, née à Paris le 9 février 1774 et morte au château de Morangis, inhumée dans l'église de Morangis le 30 mai 1774[5] ;
- Joseph Julien, vicomte Foullon de Doué, né à Paris le 11 mars 1775, mort au château de Champigneulles le 14 août 1859, maréchal de camp, épouse en 1819 Zénobie Marie Louise de Doncquer de T'Serroeloffs (1801-1884)[12];

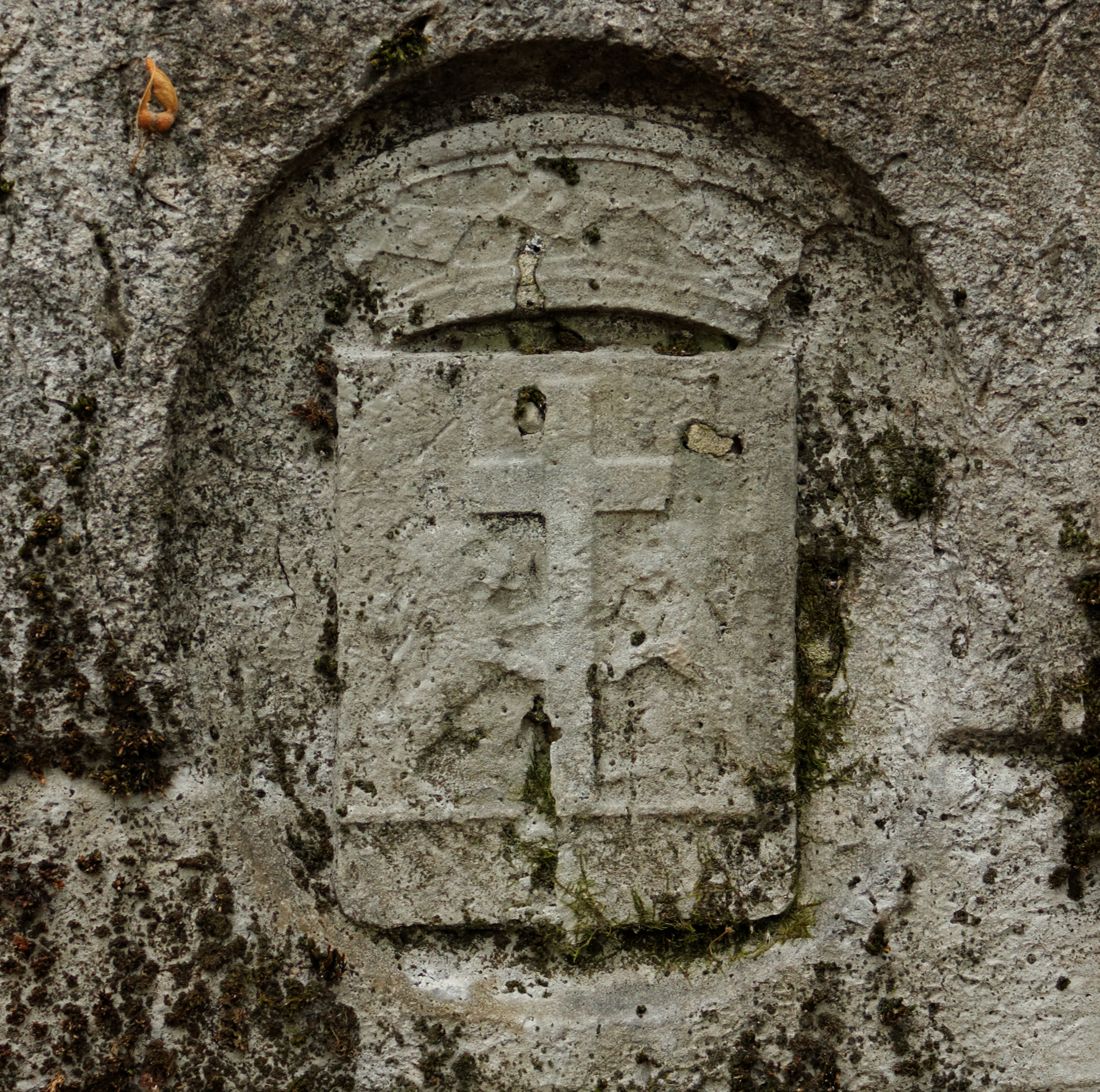
Blason des Foullon de Doué sur la tombe de Joseph Pierre François-Xavier Foullon de Doué

- Joseph Louis Foullon de Doué, né au château de Morangis le 24 août 1776, mort au Cap-Français à Saint-Domingue vers 1807, sans alliance[12] ;
- Adélaïde Charlotte Foullon de Doué, née au château de Morangis le 12 octobre 1777, morte à Chartres le 16 octobre 1848 épouse en 1808 Marie Frédéric Louis Melchior Chartier, baron de Coussay (1764-1842)[12] ;
- Amélie Joséphine Foullon de Doué, née à Paris le 10 janvier 1779, morte au château d'Ancise à Douy le 29 juillet 1857 épouse en 1814 Jacques Marie François, comte de Reviers de Mauny (1778-1847), officier[12],[13] ;
- Appoline Fortunée Foullon de Doué, née à Paris le 13 août 1780, morte au château de Vallery le 12 janvier 1854 épouse en 1815 Louis Marie Levesque, comte de La Ferrière (1776-1834), général de division et pair de France[12] ;

## Héraldique
De gueules, à deux lions affrontés d'or, langués et onglés de sable, tenant dans leurs pattes de devant une croix de calvaire d'argent, fichée dans une terrasse de sinople.